# تاريخ الحرائق الهائلة في شبه جزيرة كيب كود
وُصفت منطقة الحرائق الهائلة المحتملة في غابات شبه جزيرة كيب كود، والتي تقع جنوب شرق ولاية ماساتشوستس، بأنها ثالث أكثر منطقة قابلة للاشتعال في البلاد، وذلك بعد منطقة جنوب كاليفورنيا وغابات باين بارنز في نيو جيرسي. ومع تطور منطقة كيب كود منذ ستينيات القرن الماضي إلى الآن، تضاءل خطر اندلاع حرائق هائلة، غير أن آلاف الأفدنة لا تزال معرضة للاحتراق.

## معلومات تاريخية

### ما قبل الأوروبيين
قبل استقرار الأوروبيين في منطقة كيب، كانت الغابات تشهد بصفة دورية حرائق بسبب الصواعق واستخدام شعب وامبانوج لأنواع محددة من النيران. وأدى هذا إلى بقاء الحد الأدنى من الشجيرات النامية، الأمر الذي جعل شبه جزيرة كيب تتعرض لحرائق غابات قليلة، إن وجدت. وتظهر حفريات الفحم النباتي وحبوب اللقاح والرواسب القادمة من بحيرة ماري دون بوند في مقاطعة بارنستابل أن شعب وامبانوج مارس عمليات حرق دورية. وتعرضت المنطقة المحيطة بالمستنقعات الهندية في بورنستابل، بما في ذلك بحيرة ميستيك ومستنقع ميدل بوند ومستنقع هامبلين بوند، للحرق بشكل اعتيادي من قِبل السكان الأصليين الذين عملوا لاحقًا على استخدام الأرض للزراعة.

### الاستعمار
في عشرينيات القرن السابع عشر، تغير شكل شبه جزيرة كيب تمامًا بسبب استيطان الأوروبيين. ولم ترق للمستوطنين الحرائق الدورية في ديارهم، وقاموا بإطفاء أي حريق قبل أن يشتعل ويسبب الأضرار. وأدى هذا، إلى جانب التصحر الشديد الناجم عن المستوطنين الأوائل، إلى تراكم كمية كبيرة من الأغصان في الغابات الباقية في شبه جزيرة كيب. ولسوء حظ المستوطنين، تسبب هذا في اندلاع حرائق حيث حدث اندلاع للحرائق وانفجار بدلاً من اشتعال النيران على امتداد الأرض. وكانت الغابات في هذا الوقت صغيرة ومنتشرة، لذلك لم تكن هناك احتمالات كبيرة لحدوث كوارث، ولكن هذا الأمر تغير بعد التحول إلى التصنيع.

### العصر الصناعي
أدى اكتشاف العالم الجديد إلى التعرف على صناعات جديدة بالنسبة للكثير من الأوروبيين. وإحدى هذه الصناعات كانت بناء السفن. وكان هذا مهمًا في شبه جزيرة كيب، نظرًا لأن الأشجار الطويلة التي نجت من التصحر الهائل على يد المستوطنين الأوائل أدت إلى التوسع الهائل في صناعة بناء السفن. وخلق هذا، جنبًا إلى جنب مع انخفاض زراعة الأراضي، الفرصة لأشجار الصنوبر القوية والبلوط أن تنمو بكثافة. وتم تقسيم هذه الأراضي إلى قطع فردية من حطب الوقود. وتم شراء بعض هذه الأخشاب من قِبل شركة بوسطن وساندويتش جلاس (Boston and Sandwich Glass Company)، التي عملت خلال الفترة من 1825 إلى 1888 وشركة بارنستابل بريك (Barnstable Brick Company)، التي عملت خلال الفترة من 1878 إلى 1929. ولسوء الحظ، أدى هذا إلى الكثير من الحرائق التي التهمت عددًا كبيرًا من الأفدنة نظرًا لتداخل الغابات.

### العصر الحديث
في أوائل القرن العشرين، بدأت منطقة كيب تصبح جزءًا من شبكة برج مراقبة الحرائق الخاصة بالولاية. وتم بناء الأبراج في الكثير من البلدات لتسهيل التنسيق بين عمليات مكافحة الحرائق. وحدثت حرائق هائلة في الغابات، أكبر من أي حرائق اندلعت منذ عصور ما قبل الاستعمار. وهذا ينطبق بشكل خاص على منطقة كيب العليا (Upper Cape)، التي نضجت الغابات فيها بشكل يفوق أي منطقة أخرى بشبه جزيرة كيب كود.
وشملت التقنيات الحديثة لمكافحة هذه الحرائق الحرائق الخاضعة للتحكم وإزالة الأغصان. كما ساهم إيقاف الحرائق الحية في المحمية العسكرية في ماساتشوستس في تقليل كثافة الحرائق. وقد ساعد الجيش في تقليل المخاطر عن طريق حرق أجزاء من الأرض بشكل دوري لمنع اندلاع الحرائق الهائلة.
ووفقًا لإحدى الدراسات التي نُشرت عام 2003، تتعرض منطقة كيب لحريق يلتهم مئات إلى آلاف الأفدنة كل فترة تتراوح من 30 إلى 50 عامًا. وتم استثناء كامب إدواردز من هذه الدراسة، وذلك نظرًا لأنها تتعرض لحرائق أكثر بسبب وجود الأجواء المساعدة على الاشتعال في القاعدة.

## وصلات خارجية
- Wildland Fire and Preparedness Plan For West Barnstable Conservation Area and Adjacent Open Space Lands
- Mass. DCR Forest Fire Control page